# William Henry Gore
Pour les articles homonymes, voir Gore.
William Henry Gore (1857-1942,) est un peintre britannique de l'époque victorienne qui fut élu à la Royal Academy en 1880.
William Henry Gore a été formé au Lambeth School of Art. 
Une trentaine de ses œuvres ont été exposées à la Royal Academy à partir de 1882. 
Beaucoup d'entre elles, comme Forgive us our Trespasses ou The End of the Tale, ont fait l'objet de reproductions. 

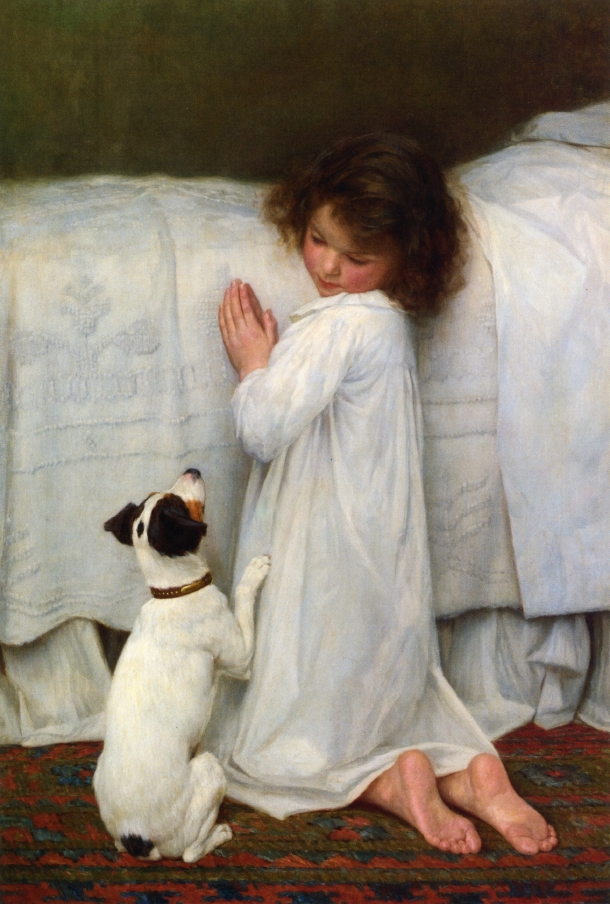
Forgive us our trespasses (Pardonnez-nous nos offenses)
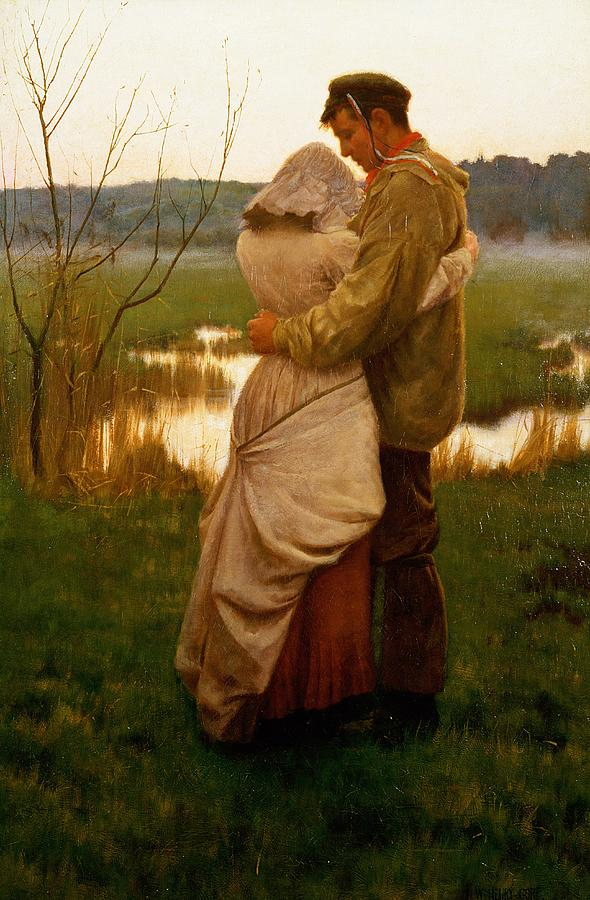
Listed (pour enlisted Mobilisé), 1885.